# Dryden (Washington)
Dryden fue un área no incorporada ubicado en el condado de Chelan en el estado estadounidense de Washington.

## Geografía
Dryden se encuentra ubicado en las coordenadas 47°54′1″N 120°56′1″O / 47.90028, -120.93361.